# Điện toán cụm
Điện toán cụm bao gồm một số máy tính kết nối lỏng lẻo với nhau, làm việc cùng nhau, ở nhiều khía cạnh, có thể xem như một hệ thống duy nhất. Không giống như điện toán lưới, trong điện toán cụm, mỗi nút (node) thực hiện cùng một công việc giống nhau, được điều khiển và lập lịch bằng phần mềm.